# Отто I Прекрасний
Отто I Прекрасний (1045 — 9 червня 1087) — князь Оломоуцький з 1061 в Моравії, п'ятий з шести синів князя Богемії Бржетислава I і Юдіт фон Швейнфурт, родоначальник Оломоуцькоъ гілки династії Пржемисловичей.

## Біографія
Отто був наймолодшим сином богемського князя Бретіслава I. Відповідно до закону про престолонаслідування князь Бретислав I, 1054 року виділив своїм синам Вратиславу, Конраду і Отто уділи в Моравії. Отто правив як князь Брно.
На час смерті Бретислава (1055 рік) його молодші сини були занадто малі, щоб самостійно управляти уділами. Старший брат Спитігнев II був коронований як Князь Богемії. Після цього почався конфлікт між Спитігневом II та молодшими братами: Вратиславом та Конрадом. В результаті реальної влади у Брно Отто не мав і жив в Празі, а Вратислав виїхав до Угорщини.
1061 року, під час походу на Угорщину, помер Спитігнев II і його брат Вратислав II був коронований на князя Богемії. Отто став князем Оломоуцького князівства, а Конрад — Брненського князівства.
Однак незабаром між братами почався новий конфлікт. Приводом послужила смерть єпископа Праги Себіра в 1067 році. Конрад і Отто виступили за те, щоб новим єпископом став їх брат Яромир, проти чого виступав Вратислав, у якого був свій ставленик. Суперечка мало не призвела до збройного протистояння, але в результаті Вратислав був змушений поступитися, і Яромир отримав єпископську митру.
Отто помер 9 липня 1087 року залишивши Оломоуцьке князівство двом малолітнім синам, яких відразу ж вигнав Вратіслав, що передав уділ своєму синові Болеславу.

## Діти
В Отто І та його дружини Євфемії, доньки короля Угорщини Андрія I та української княжни Анастасії, доньки Великого князя Київського Ярослава Мудрого (існує також гіпотеза, що Євфимія була дочкою короля Бели I, молодшого брата Андрія, та його дружини Рікси Польської) було троє дітей:
- Святополк I, князь Богемії (1107—1109)
- Отто II Чорний, князь Оломоуцький (1091—1110 і 1113—1126).
- Богуслава (пом. після 1078).